# 正義黨 (亞塞拜然)
正義黨（亞塞拜然語：Ədalət Partiyası）是亞塞拜然一個主張社會自由主義、社會民主主義與進步主義的政黨。在2003年10月15日的亞塞拜然總統選舉中，正義黨所推出的總統候選人伊利亞斯·伊斯梅伊洛夫獲得了0.8%的選票。